# هاري ديفيز (لاعب كرة قدم)
هاري ديفيز (بالإنجليزية: Harry Davies)‏ (29 يناير 1904 في المملكة المتحدة - 23 أبريل 1975 في المملكة المتحدة) هو لاعب كرة قدم بريطاني في مركز مهاجم داخلي. لعب مع بورت فايل وستوك سيتي وهدرسفيلد تاون.